# Haris Medunjanin
Haris Medunjanin, född 8 mars 1985 i Sarajevo, Jugoslavien, är en bosnisk fotbollsspelare. Han spelar för den nederländska klubben PEC Zwolle och han har även representerat det bosniska landslaget.